# 多摩御陵前駅
多摩御陵前駅 （たまごりょうまええき）は、かつて東京都八王子市長房町（休止時は東京都南多摩郡横山村大字下長房）にあった、京王帝都電鉄（現・京王電鉄）御陵線の駅（廃駅）である。御陵線の終着駅であった。
1945年（昭和20年）に御陵線が不要不急路線として休止された後、長らく「休止」扱いであったが、1964年（昭和39年）に正式に廃止となった。

## 歴史
- 1931年（昭和6年）3月20日 - 京王電気軌道御陵線の御陵前駅（ごりょうまええき）として開業。
- 1937年（昭和12年）5月1日 - 多摩御陵前駅に改称。
- 1944年（昭和19年）5月31日 - 京王電気軌道の東京急行電鉄への合併により、同社の駅となる。
- 1945年（昭和20年）
  - 1月21日 - 不要不急路線としての御陵線休止に伴い休止。
  - 8月2日 - 八王子空襲により駅舎焼失。
- 1948年（昭和23年）6月1日 - 京王帝都電鉄の東京急行電鉄からの分離に伴い、同社の駅となる。
- 1964年（昭和39年）11月26日 - 御陵線が正式な廃線となったことにより廃駅となる。

## 駅構造
駅舎は豪華な建物であったが、営業休止中の1945年（昭和20年）8月2日に八王子空襲で焼失した。
ホームは3面3線。

## 駅周辺
現在の陵南公園付近に位置していた。近隣に長房団地がある。南浅川の対岸側には、かつて国鉄中央本線の東浅川駅（皇室専用）があった。
- 東京都道187号多摩御陵線
- 多摩御陵（大正天皇の墓。現在の武蔵陵墓地）
- 国道20号（甲州街道）

## 隣の駅
京王帝都電鉄（休止当時は東京急行電鉄）
御陵線
武蔵横山駅 - 多摩御陵前駅